# Henri II t'Kint de Roodenbeke
Graaf Henri Marie Arnold Gérard Jacques Antoine François-de-Borgia Benoît t'Kint de Roodenbeke (Brussel, 1 mei 1912 - Deinze, 1 juni 1990) was een lid van de familie T'Kint de Roodenbeke.

## Levensloop
Henri t' Kint de Roodenbeke was de oudste van de vijf kinderen van Jean t'Kint de Roodenbeke en van gravin Mathilde de Beauffort. Hij trouwde met Marie-Louise Houtart (1911-1995). Ze hadden vier kinderen, van wie de oudste Juan t'Kint de Roodenbeke was. Vanaf 1954 droeg hij de grafelijke titel, in opvolging van zijn vader.
Hij doorliep een militaire carrière die hij beëindigde met de graad van kolonel bij de pantsertroepen. Hij was militair attaché bij de Belgische ambassades in Lissabon en Madrid, en was ook plaatscommandant voor de provincie Oost-Vlaanderen.
Zijn voornaamste activiteiten ontplooide hij voor de restauratie en modernisering van het kasteel van Ooidonk en van het omringende landgoed, familie-eigendom sinds 1864. Vanaf 1958 stelde hij kasteel en park open voor bezoekers en voor allerhande activiteiten.
Hij werd voorzitter van de Vereniging van de Ommegang van Brussel en stichtte in 1961 de Koninklijke Vereniging der Afstammelingen van de Brusselse Geslachten die de herinnering levendig houdt aan de Zeven geslachten van Brussel en hun nakomelingen groepeert. Hij werd er eveneens voorzitter van. Hij was ook voorzitter van het Comité Oost-Vlaanderen van de Vereniging van de Adel en van de Federatie van genealogie en heraldiek in België.